# Schloss Baruth

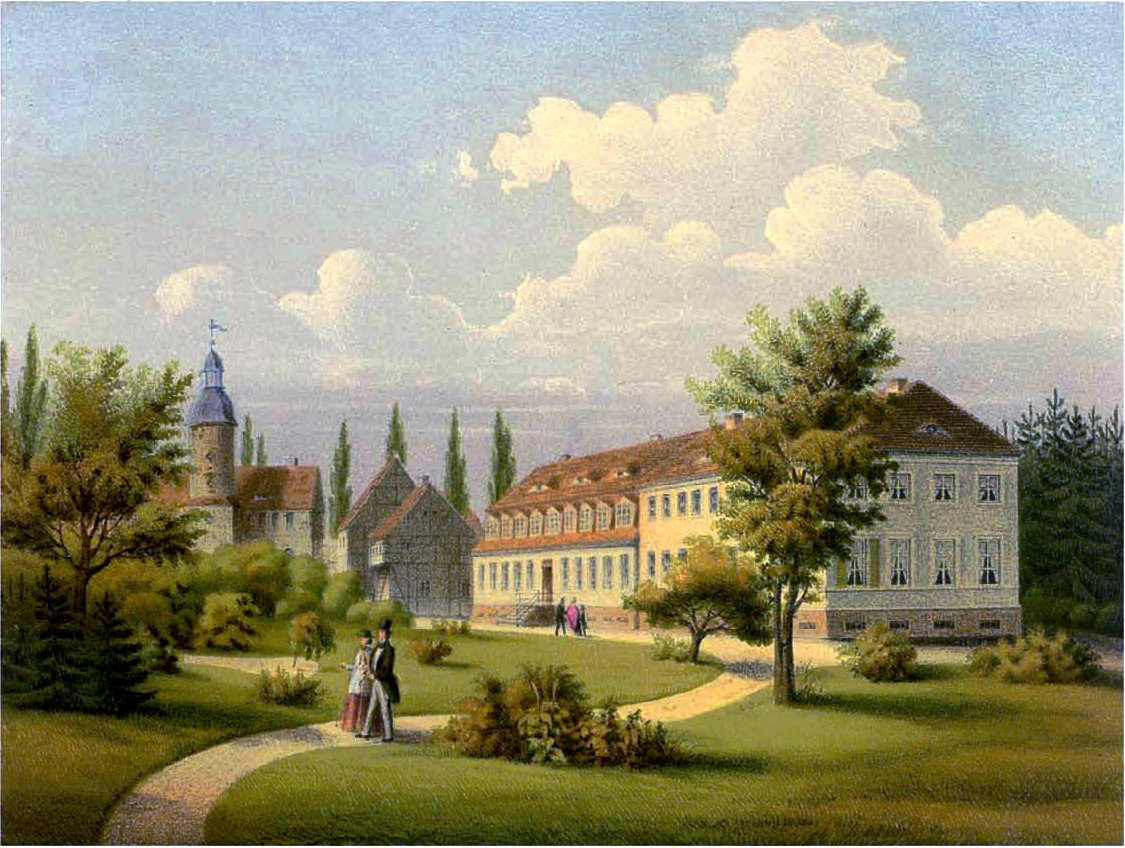
Schloss Baruth um 1857/58, Sammlung Alexander Duncker

Das Schloss Baruth ist ein Schloss in Baruth/Mark im Landkreis Teltow-Fläming. Es handelt sich dabei um einen Gebäudekomplex aus Altem und Neuem Schloss. Es war Sitz der Standesherrschaft Baruth, die 1596 vom hessischen Haus Solms erworben wurde, das ab 1615 eine eigene Linie Solms-Baruth bildete.

## Das Alte Schloss

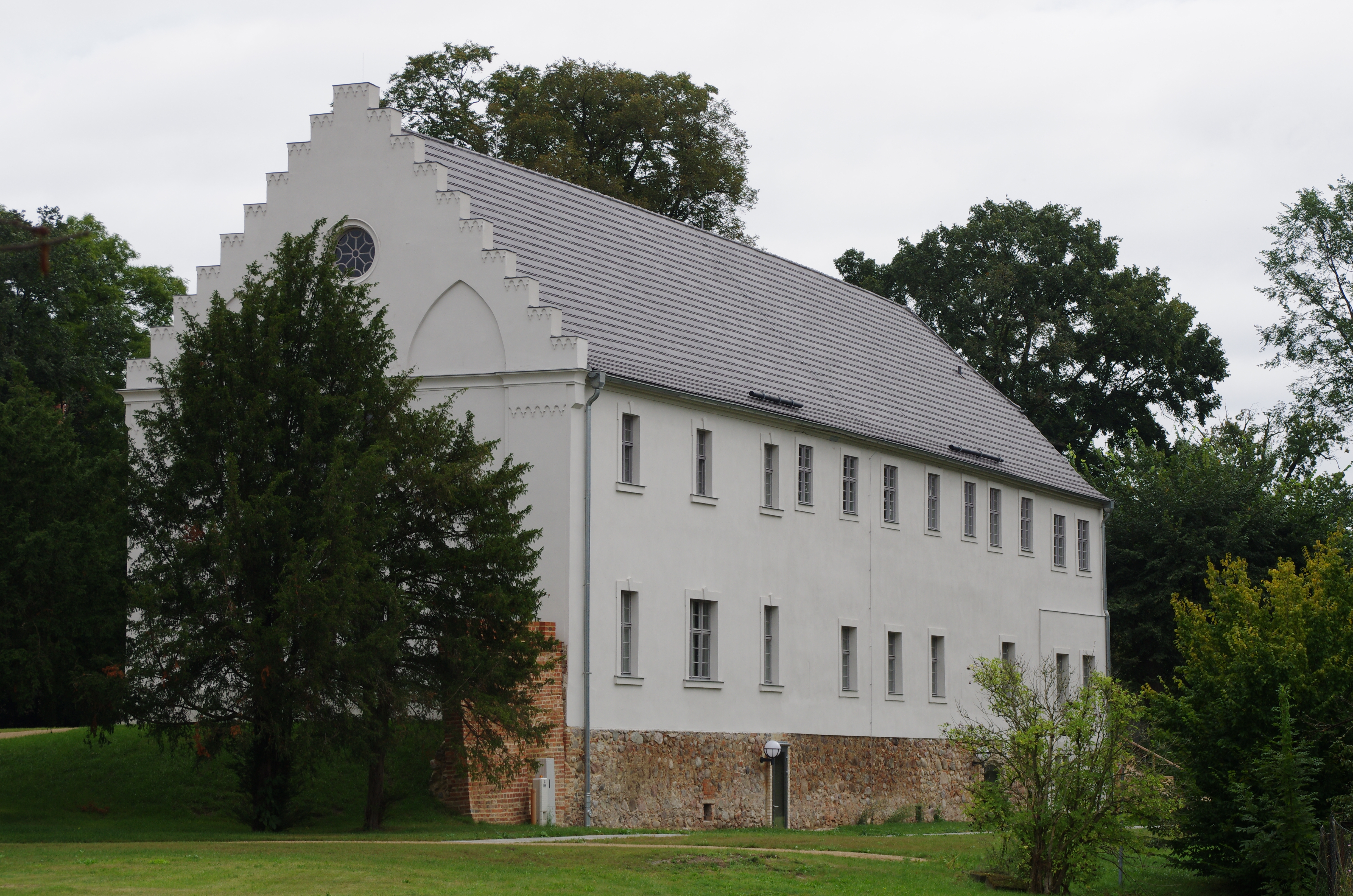
Altes Schloss

Das Alte Schloss ist ein separates Gebäude, das ab 1598 auf dem Fundament einer Burg aus dem 13. Jahrhundert errichtet wurde. Es entstand eine mehrflügelige Schlossanlage, die 1641 bei einem Brand im Dreißigjährigen Krieg schwer beschädigt wurde. Nach 1665 wurde es als zweigeschossiger, mehrachsiger Bau mit Treppenturm auf den Fundamenten des Vorgängerbaus errichtet und erhielt daher zu einem späteren Zeitpunkt die Bezeichnung Altes Schloss. Von der Stadtseite aus bestand eine Zufahrt über eine Brücke, die über den sogenannten Pestgraben führte. Dieser Wassergraben entstand im 17. Jahrhundert, führte um die Stadt sowie die Schlossanlage und sollte die Bewohner (erfolglos) vor der Pest schützen. Hinter der Brücke befand sich ein Schlosstor mit dem dahinterliegenden Schlosshof. Den südlichen Abschluss bildete der im 21. Jahrhundert als Frauenhaus bezeichnete Gebäudeteil. Bei archäologischen Grabungen an der Ostseite wurden Teile der Burgfundamente freigelegt. Experten konnten nachweisen, dass es einen zentralen Saal aus der Zeit um 1440 gegeben haben muss, der eine Mittelstütze und mehrere Schlitzfenster besaß. Bei den Grabungen wurde weiterhin ein Holzboden entdeckt, der durch dendrochronologische Untersuchungen in die zweite Hälfte des 12. Jahrhunderts datiert werden konnte. Vermutlich handelte es sich dabei um den Boden eines Vorgängerbaus, der mutmaßlich in zweigeschossiger Blockbohlenbauweise entstand. An der Nordseite konnten Reste des äußeren Treppenturms nachgewiesen werden. Das Frauenhaus entstand, wie auch weitere Gebäude an der Nord- und Ostseite, um 1671.

## Das Neue Schloss

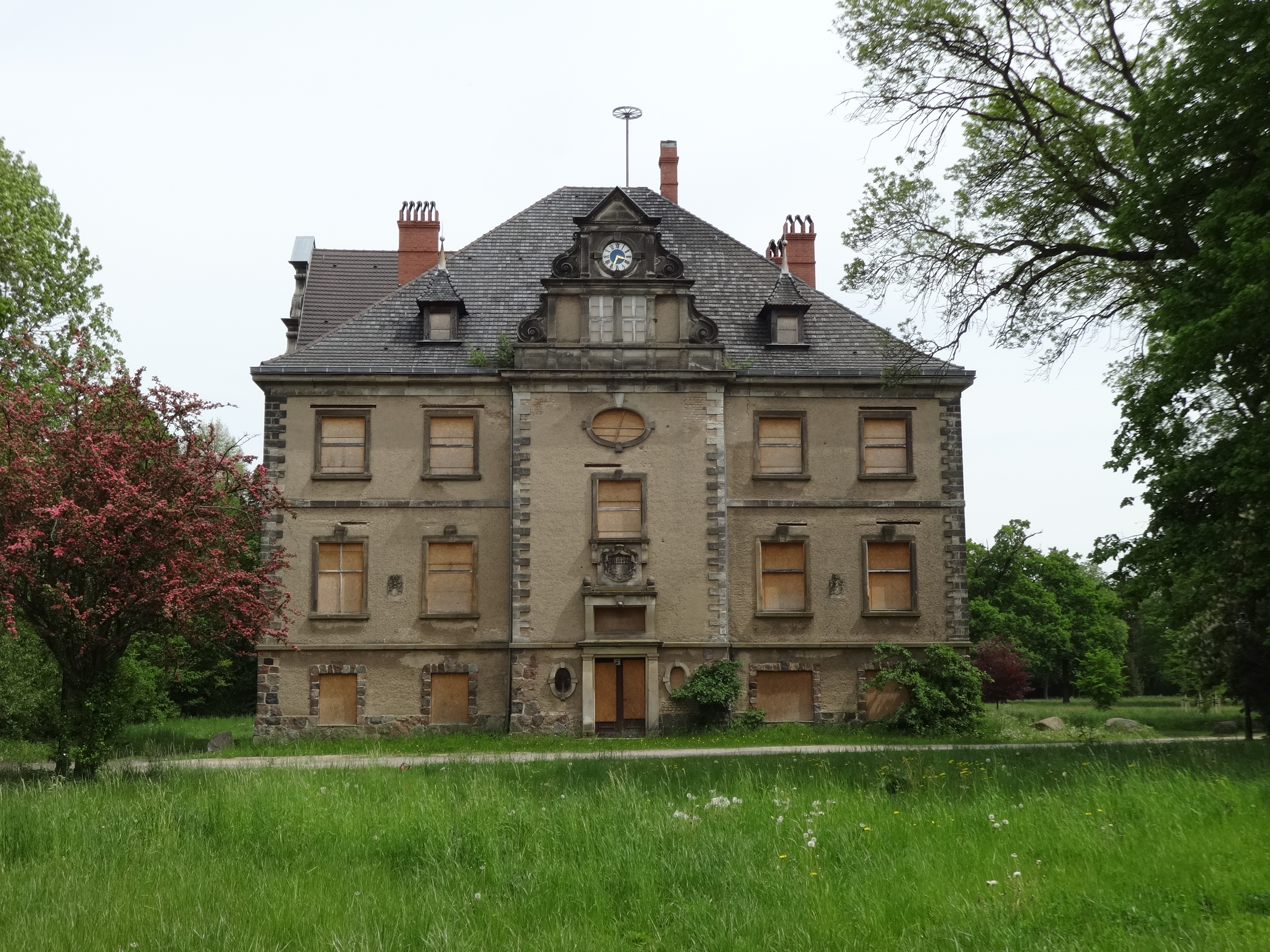
Neues Schloss

Der Erweiterungsbau wurde nach 1671 errichtet. Das Neue Schloss ist ein Ensemble aus drei Gebäudeteilen. Der im 21. Jahrhundert stark zerstörte barocke Mitteltrakt ist der älteste Teil des Ensembles. Ursprünglich handelte es sich hierbei um ein Gartenhaus. Das Gebäude wurde spätestens 1775 fertiggestellt. Es entstand ein zweigeschossiger, vierachsiger Bau. Das Erdgeschoss wurde dabei aus Feldsteinen errichtet, während im oberen Geschoss eine Konstruktion mit Fachwerk genutzt wurde. Im Giebel befinden sich Putzreste, die darauf hindeuten, dass das Bauwerk zu einem früheren Zeitpunkt nach beiden Seiten hin verlängert worden war. Anfang des 19. Jahrhunderts, wahrscheinlich nach 1820, erfolgte eine Erweiterung des Gartenhauses durch einen Anbau im Stil des Klassizismus nach Osten. Es entstand ein zweigeschossiger, zehnachsiger Putzbau mit einem Feldsteinsockel und Walmdach. Er war zunächst nicht mit dem Gartenhaus verbunden. Das Frauenhaus wurde zur Stadtseite mit einem neogotischen Stufengiebel versehen und erhielt Strebepfeiler aus Feldsteinen. Der Keller wurde zur Stadtseite hin verlängert; zur Parkseite hin unterblieben vergleichbare Arbeiten.
1908 wurde die Lücke zwischen dem Gartenhaus und dem Neubau geschlossen. In den Jahren 1912/13 erfolgte eine Erweiterung nach Westen. Der annähernd quadratische Anbau im Stil der Neorenaissance trug ein Walmdach; die Ausführung lag beim Architekten Deutschmann. Er entwarf einen dreigeschossigen Bau, der zur Stadtseite einen Mittelrisalit und Ecklisenen zeigt. Über dem Hauptportal brachte Deutschmann das Wappen der Familie zu Solms an; darüber ist im Giebel eine Uhr. Um 1920 wurden das Frauenhaus mit dem neuen Schloss durch einen Fachwerkwandelgang verbunden. Dadurch war es möglich, vom alten Gebäudeteil in den neuen Gebäudeteil zu wechseln, ohne den der Witterung ausgesetzten Hofbereich zu queren.
Der letzte Eigentümer, Friedrich zu Solms-Baruth, wurde im Zuge des Attentats auf Hitler verhaftet und beauftragte Hans Wichard von Rochow mit der Verwaltung seiner Güter. Kurz vor Ende des Zweiten Weltkriegs wurde das offenbar leer gezogene Schloss als Lazarett genutzt. Am 20. April 1945 erreichte die Rote Armee die Stadt. Trotz schwerer Kämpfe, bei denen zahlreiche Gebäude in der Stadt zerstört wurden, blieben das neue Schloss, das Frauenhaus sowie das Gärtnerhaus erhalten. Die Familie zu Solms-Baruth wurde 1946 von sämtlichen Besitztümern enteignet und erhielt 1982 einen Lastenausgleich in Höhe von ungefähr 8 Mio. DM
. Im Dezember 1948 wurde das Schloss dem Rat der Stadt Baruth/Mark als Volkseigentum übergeben. Während der DDR-Zeit wurden die Gebäude kommunal genutzt. Im Alten Schloss befanden sich Wohnungen, darunter 27 Wohnungen für Flüchtlinge. Der im unteren Teil befindliche große Saal wurde ab den 1960er Jahren regelmäßig als Kino benutzt. Der Wandelgang wurde 1960 abgerissen. Im Neuen Schloss waren ein Kindergarten bzw. eine Kinderkrippe (klassizistischer Teil), ein Restaurant (Barockteil) und eine Schule inklusive Schulküche (Historismusteil) untergebracht. Da erforderliche Instandhaltungsarbeiten unterblieben, wurden die Wohnungen nach und nach baufällig und mussten 1985 gesperrt werden.

## Der Landschaftspark

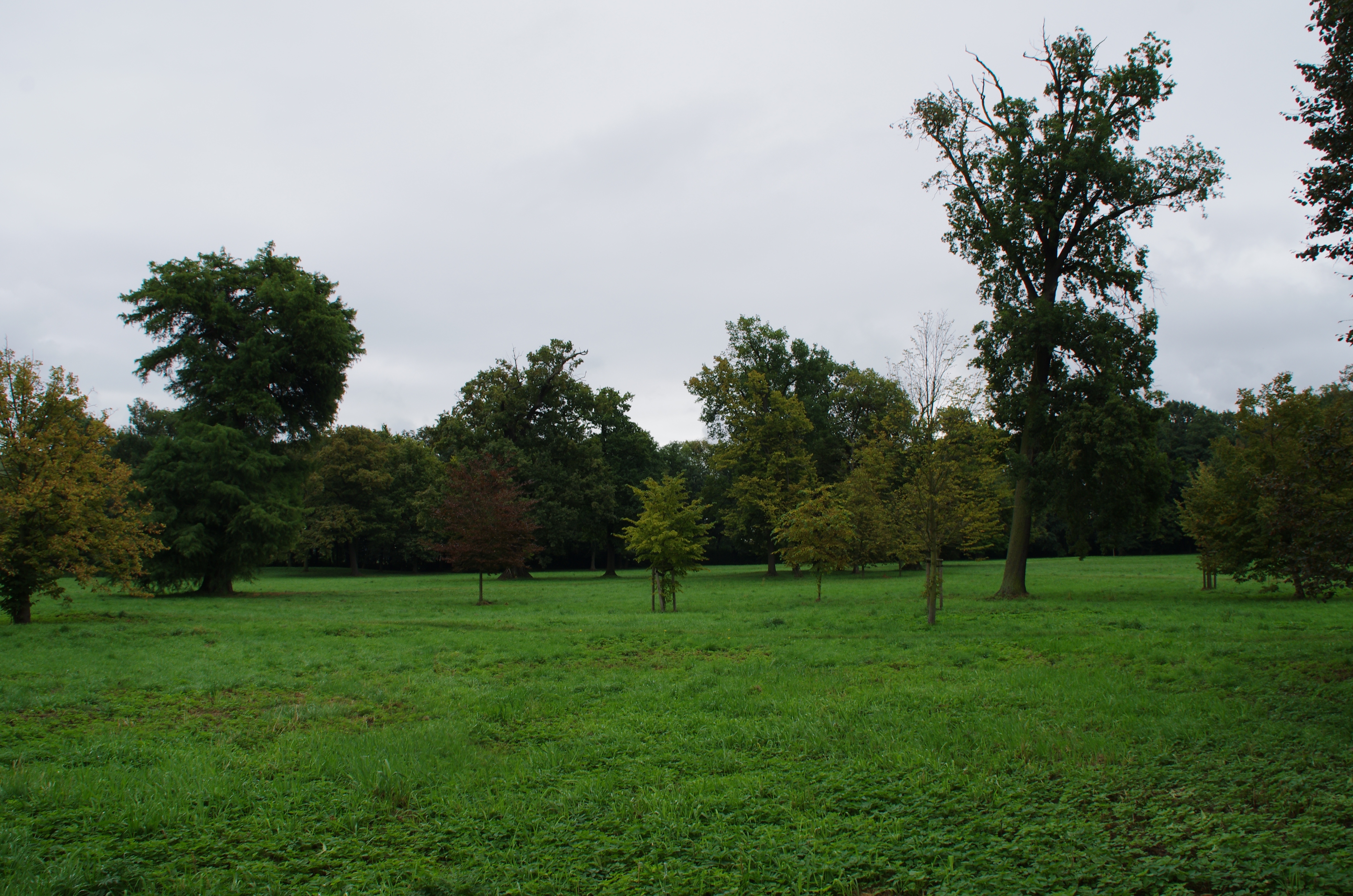
Landschaftspark

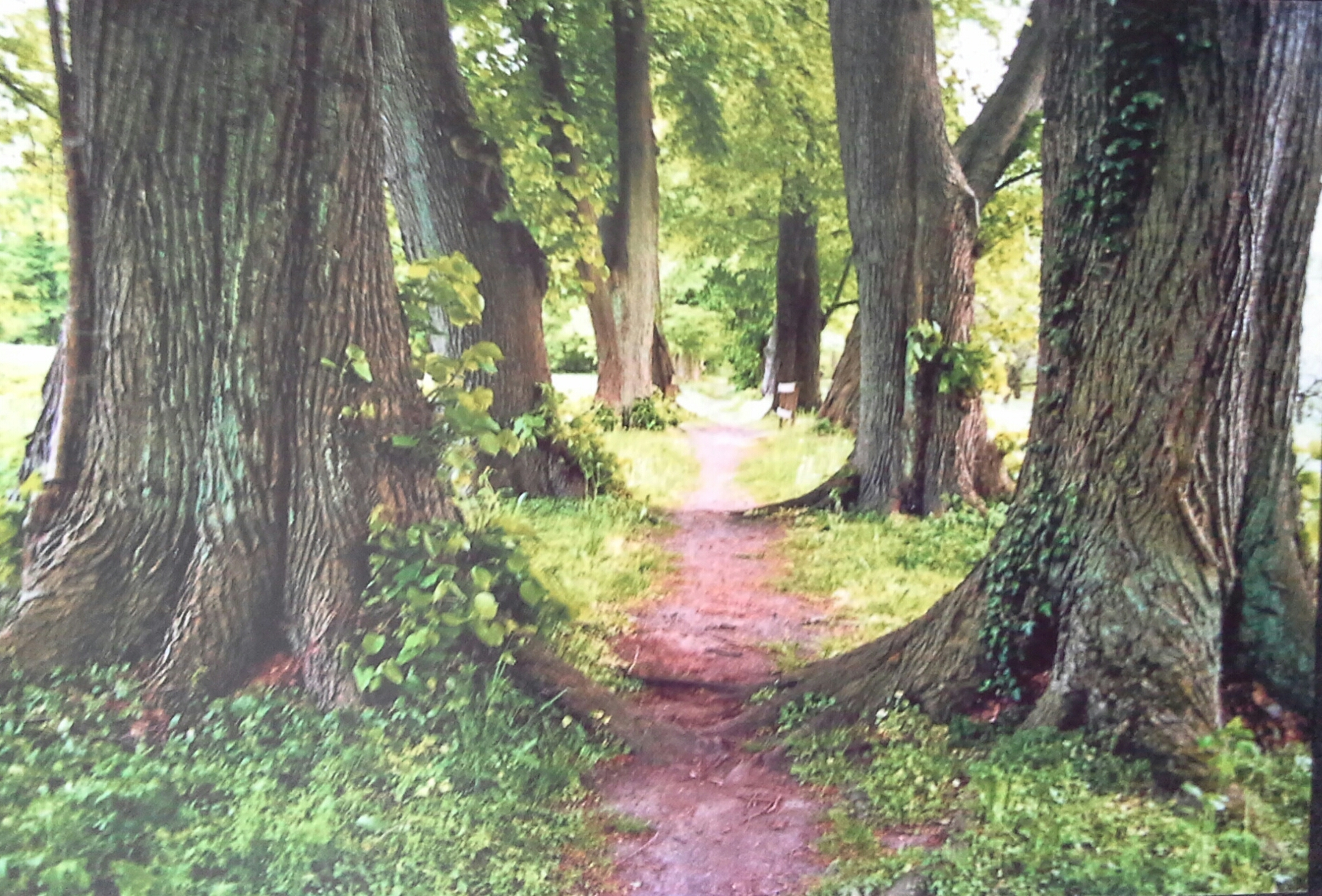
Alte Ulmen im Park

Das Neue Schloss ist in einen 22 Hektar großen Landschaftspark eingebettet, der 1838 nach einem Plan von Peter Joseph Lenné östlich des Ortes um das Schloss gestaltet wurde. Friedrich Heinrich Ludwig zu Solms-Baruth nutzte bei der Beauftragung eine Brouillonkarte, in der Lenné seine Gestaltungsvorschläge eintragen konnte. Das Konzept sah vor, den Park in zwei Bereiche aufzuteilen. Er zerfällt in einen nördlichen Abschnitt, der kleinteiliger und dichter bepflanzt wurde, sowie in einen südlichen, offenen gehaltenen Abschnitt. Mit einem Grabensystem wurde der moorige Boden entwässert; ein weiter Graben trennte den Park von der Stadt und den umliegenden Wiesen ab. Lenné ließ zwei Teiche sowie einen kreisförmigen Blumengarten anlegen. Mit dem Bau der am Grundstück vorbeiführenden Bahnstrecke Berlin–Dresden wurde der Park bis an die Bahngleise ausgedehnt; der Fürst erhielt einen eigenen Bahnsteig. Nach dem Zweiten Weltkrieg wurde eine Freilichtbühne integriert (zuvor durften die Bürger den Park bis 1944 nicht betreten). Er bestand aus Bauschutt aus den zerstörten Häusern der Stadt; mit weiterem Bauschutt wurden die Teiche teilweise verfüllt. Der Blumengarten wurde nicht weiter gepflegt; einige Flächen wurden zum Anbau von Gemüse genutzt. Durch Melioration, die auch die Stadtpfarrkirche St. Sebastian beschädigte, fiel der Park weitgehend trocken und der Baumbestand verkümmerte. Erst mit der Aufnahme des Parks in die Kreisdenkmalliste im Jahr 1976/77 besserte sich die Situation wieder. Die Freilichtbühne wurde 1986 zurückgebaut und ein Teil des Bauschutts aus den Teichen entfernt.

## Zustand und aktuelle Nutzung

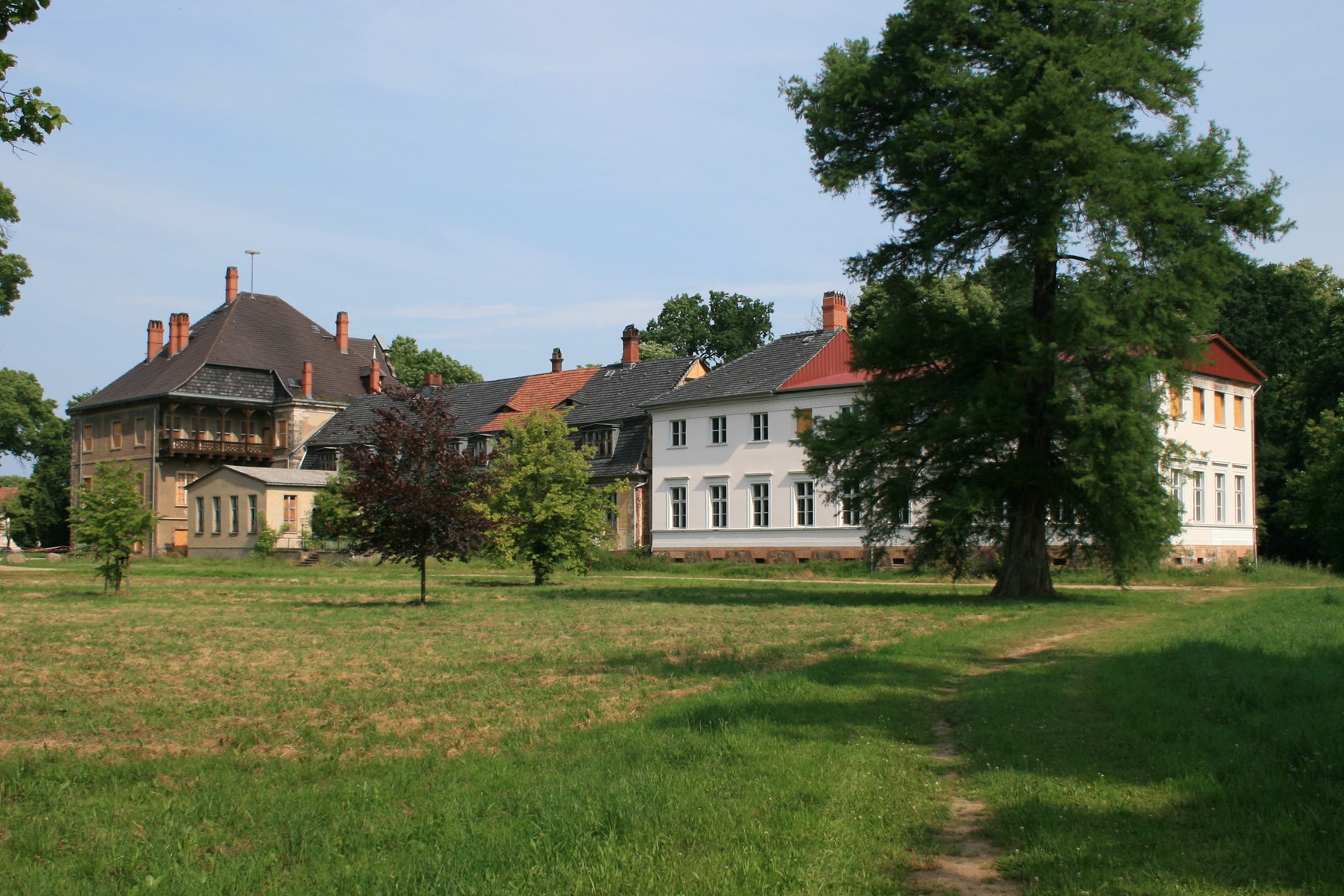
Schloss in Baruth/Mark

Nach der Wende verkaufte die Kommune Baruth das neue Schlossensemble für 50.000 DM an die Familie zu Solms-Baruth. Nach Sanierungsarbeiten am klassizistischen Teil des Gebäudes in den 1990er Jahren zog die Familie sich aus Baruth zurück. Der Wandelgang war Anfang der 1970er Jahre durch einen Nachbau ersetzt und für Filmaufnahmen der DEFA genutzt worden. Er wurde bei den Rekonstruktionsarbeiten zwischen 2008 und 2013 teilweise wiederaufgebaut.
Am 19. Januar 2012 vernichtete ein Großbrand einen großen Teil des klassizistischen Gebäudeteils des Neuen Schlosses. Es drohte einzustürzen und wurde 2013 mit einem provisorischen Metalldach abgesichert.
Momentan gibt es Bestrebungen, den Gebäudekomplex wieder in kommunalen Besitz zu bringen. Erschwert wird das Vorhaben durch ungeklärte Besitzverhältnisse.